# 아드리아누 코헤이아
아드리아누 코헤이아 클라루(포르투갈어: Adriano Correia Claro, 1984년 10월 26일 ~ )는 브라질의 축구 선수이다.
양발을 자유롭게 사용하며, 풀백 뿐 아니라 미드필드에서도 활약하는 선수이다. 2010년 FC 바르셀로나에 1000만 유로의 이적료로 영입되었다.